# Walizka

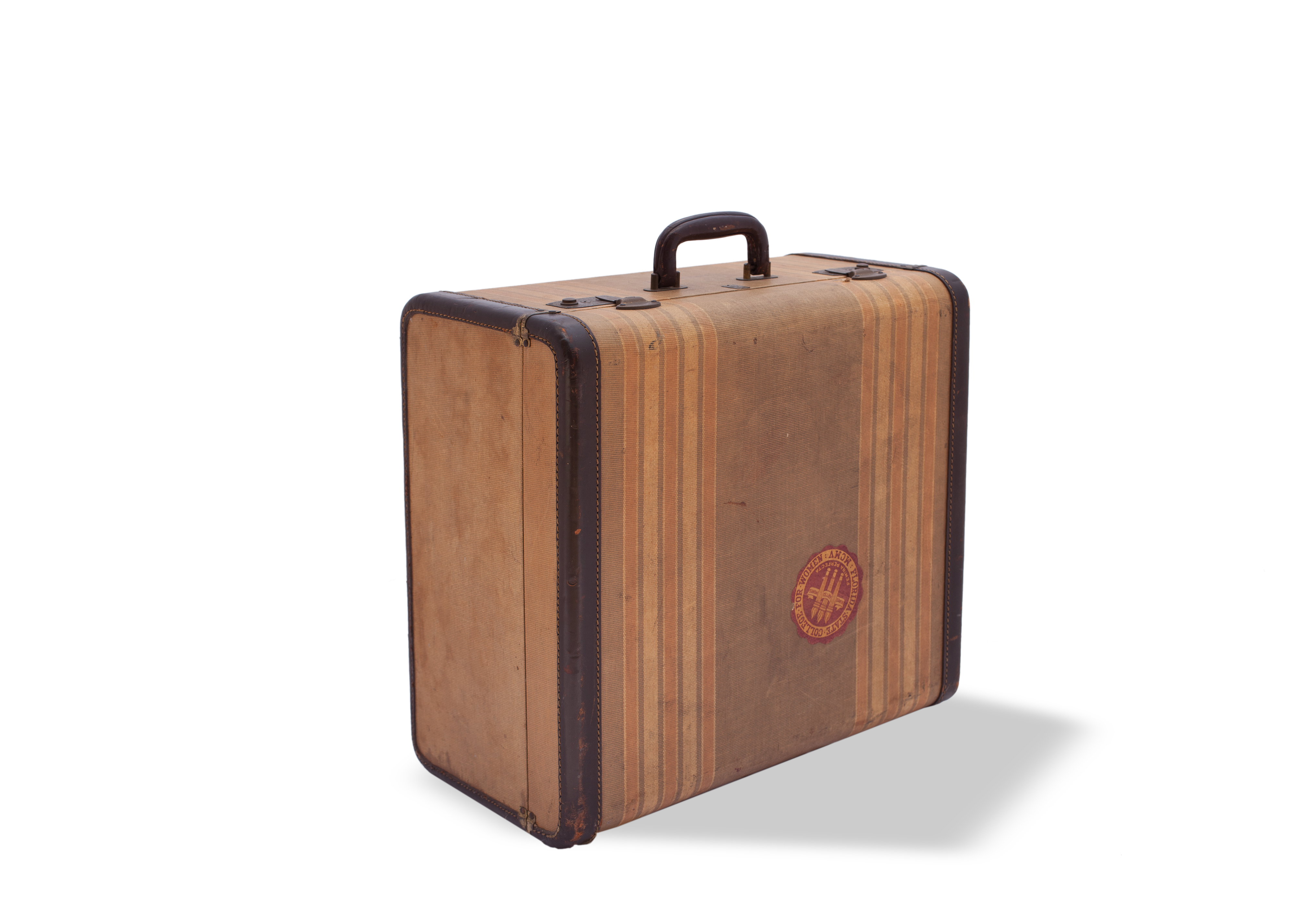
Walizka

Walizka – przenośne opakowanie na bagaż, używane najczęściej w trakcie podróży. W kształcie zbliżona jest do płaskiego prostopadłościanu z zaokrąglonymi krawędziami. Składa się z dwóch ruchomych względem siebie części, połączonych zawiasami.
Walizki wykonywane są z różnych materiałów: tkaniny, tworzywa sztucznego, skóry. Zwykle poszczególne boki są dodatkowo usztywnione wewnętrznymi wkładkami, aby zapobiec deformacji kształtu. Na jednym z boków znajduje się uchwyt służący do przenoszenia. Często dodatkowo walizka jest wyposażona w kółka oraz wysuwany uchwyt, które umożliwiają przemieszczanie walizki bezpośrednio po podłodze, bez podnoszenia. Niektóre walizki posiadają zamki, chroniące ich zawartość. 
Szczególnym rodzajem walizki jest walizka lotnicza. Zawsze ma ona kółka i wysuwany uchwyt, jest zamykana i ma miejsce na etykietkę zawierającą dane właściciela. Najważniejszą cechą walizki lotniczej jest jej niewielki ciężar przy dużej wytrzymałości na uderzenie i zgniecenie.